# ملی پرکینس
ملی پرکینس (انگلیسی: Millie Perkins؛ زادهٔ ۱۲ مهٔ ۱۹۳۸) هنرپیشه اهل ایالات متحده آمریکا است.
از فیلم‌هایی در آن نقش داشته می‌توان به شهر گمشده، وال استریت و تیراندازی اشاره کرد.